# Adalbert I van Saarbrücken

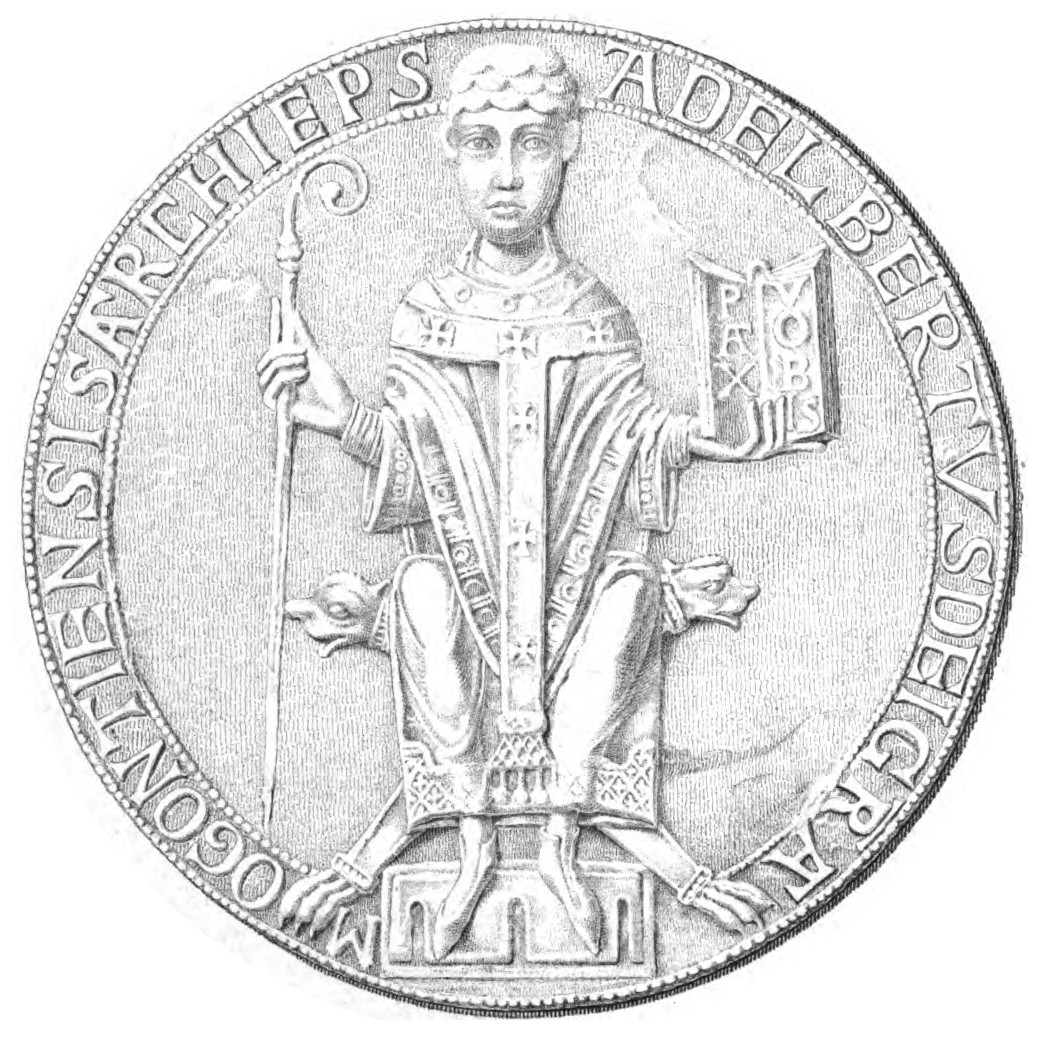
Tekening van het zegel van Adalbert I van Saarbrücken

Adalbert I van Mainz of van Saarbrücken (†1137) was een Duits geestelijke en staatsman. Als aartsbisschop van Mainz speelde hij een belangrijke rol in de oppositie tegen keizer Hendrik V en de verkiezing van Lotharius III tot rooms-koning.
Adalbert was de zoon van Siegbert, graaf van Saarbrücken. In 1105/1106 werd hij proost van de Sint-Servaaskerk in Maastricht en kanselier van keizer Hendrik V, twee functies die in die tijd samengingen. Waarschijnlijk was hij het die Hendrik V overhaalde om in 1107 lid te worden van het kapittel van Sint-Lambertus in Luik. Van 1108 tot 1111 was hij ook domproost van Aken.
Omdat hij Hendrik V in 1111 tegenover paus Paschalis II verdedigde, werd hij als beloning tot aartsbisschop van het keurvorstendom Mainz benoemd. In 1112 keerde hij zich echter tegen de keizer. Nadat hij een bondgenootschap had gesloten met opstandige vorsten van Saksen, werd hij door Hendrik V afgezet en gevangengezet. Hij werd echter door de bevolking van Mainz bevrijd, waarna hij Hendrik excommuniceerde. Tijdens het Concordaat van Worms in 1122 werd hij door paus Calixtus II benoemd tot legaat van Germanië.
Nadat Hendrik V was overleden, mengde Adalbert zich in de strijd om de opvolging. Hij gaf zijn steun aan de pausgezinde Lotharius van Saksen, dit ondanks het feit dat Frederik II van Zwaben, een neef van de overleden keizer, de meest logische keuze was. Door slim manoeuvreren wist Adalbert de zwakkere Lotharius gekozen te krijgen en daarmee het koningschap te verzwakken.
Adalbert stierf in 1137 en werd begraven in een kapel van de Dom van Mainz.
- Bibsys: 90981901
- Gemeinsame Normdatei: 11850049X
- International Standard Name Identifier: 0000 0000 2957 0470
- Library of Congress Control Number: n84236090
- Nationale Bibliotheek van Israël: 987007370947605171
- Nederlandse Thesaurus van Auteursnamen: 074411578
- Système universitaire de documentation: 201829029
- Virtual International Authority File: 64798424
- WorldCat: E39PCjB7JPywwRmVp3bbQtKFBq